# Манилоу, Барри
Барри Манилоу (англ. Barry Manilow; наст. имя Барри Алан Пинкус; род. 17 июня 1943) — американский эстрадный певец. За всю карьеру музыканта, было продано более 75 миллионов копий его альбомов по всему миру.

## Биография

### Ранние годы
Барри Пинкус вырос под присмотром бабушки и дедушки со стороны матери — евреев, эмигрировавших из Российской империи. Отец будущего актёра был смешанного еврейско-ирландского происхождения. В детстве Барри научился играть на аккордеоне, а к 13-му дню рождения ему преподнесли подарок в виде пианино, во многом определивший его жизненный путь. Учился в музыкальной школе, а в 21 год написал мюзикл «Пьяница», который в течение 8 лет не сходил с офф-бродвейских подмостков. Также зарабатывал на жизнь сочинением позывных для радиостанций и музыки для рекламных роликов транснациональных корпораций.
Ближе к тридцати годам Манилоу начинает работать в качестве импресарио «поющей актрисы» Бетт Мидлер. Манилоу заметили боссы звукозаписывающего гиганта Arista Records, и в 1973 г. он выпустил свой дебютный альбом. Несмотря на элементы лёгкого гитарного рока, этот и последующий диски Манилоу находились в русле традиционной для США поп-музыки с фортепьянными пассажами, напоминавшими Элтона Джона. Наибольший успех Манилоу принесли помпезные фортепианные баллады, имевшие склонность оканчиваться гимноподобным хоровым сопровождением («Mandy», «I Write the Songs»).

### Годы славы
В течение второй половины 1970-х гг. музыкальная карьера Манилоу набирала обороты. Не смогли остановить его наступление в хит-парадах ни пренебрежительные отзывы музыкальных критиков, ни даже всеобщая мода на музыку «диско»: именно Манилоу принадлежит один из самых ярких диско-хитов — «Copacabana» (1978). Успех этого трека был настолько велик, что певец не смог отказаться от предложения телеканала CBS сыграть в телефильме по его мотивам. В течение 1980-х он продолжает появляться в ток-шоу и выступать с концертами по всему миру, устанавливая новые кассовые и рейтинговые рекорды. В частности, именно Манилоу первым из поп-исполнителей выступил в Бленхеймской резиденции герцогов Мальборо.
В 1987 году на телемарафоне в Вене (Австрия), посвящённом открытию монумента, символизирующего нашу планету, в дуэте с Аллой Пугачёвой исполнил на английском и русском языках песню «One Voice» («Голос»).
В 1990-е гг., когда популярность стареющего певца пошла на убыль, он переключился на исполнение традиционных поп-мелодий 1950—1960-х годов. Поклонники Манилоу утверждают, что сам Фрэнк Синатра называл его своим преемником. С 2005 г. он выступает с концертной программой в развлекательно-гостиничном комплексе «Хилтон» в Лас-Вегасе, а в 2006 г. его очередной альбом успешно дебютировал на первом месте в Billboard 200.
В 2015 году стало известно, что в предыдущем году состоялась церемония бракосочетания Барри и его импресарио Гарри Кифа. Партнёры вместе уже 30 лет. Формально их отношения не оформлены.